# Riegsee (Gemeinde)

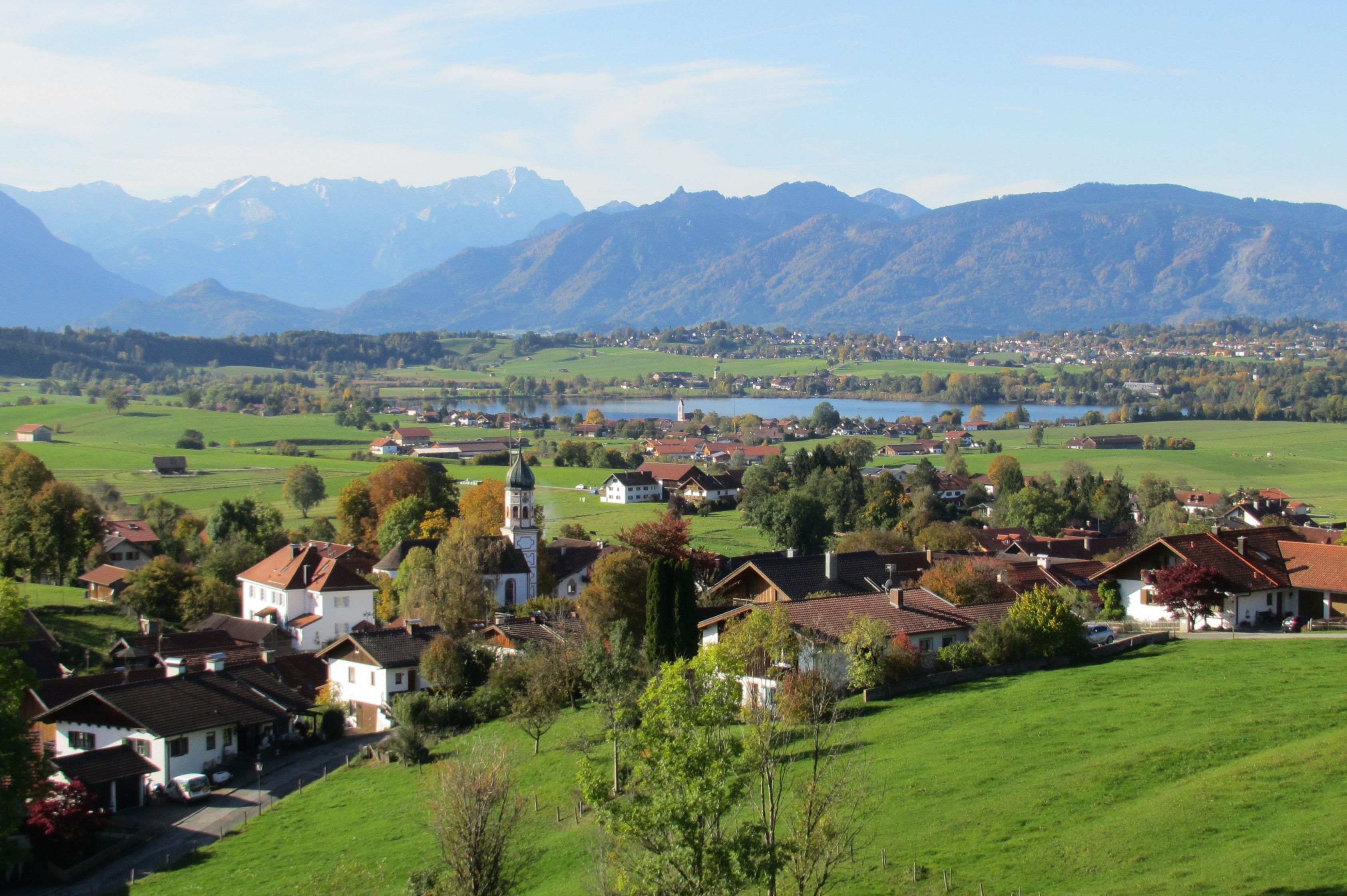
Blick von der Aidlinger Höhe auf Aidling (vorne) und Riegsee am gleichnamigen See; jenseits davon Murnau, hinten die Zugspitze und das Ettaler Manndl

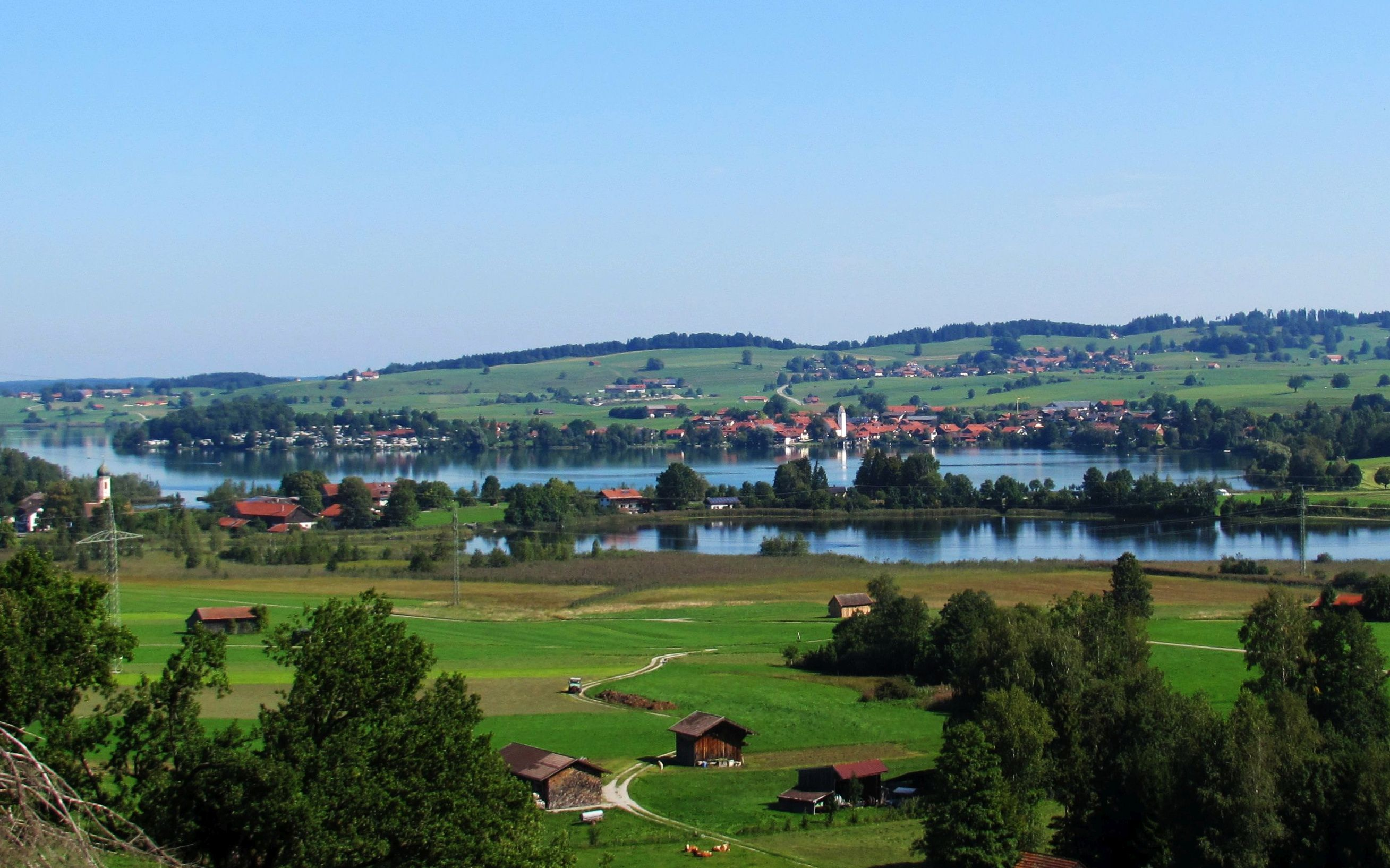
Riegsee (Ort und See) mit Aidling (rechts) und Leibersberg (links) im Hintergrund, im Vordergrund der Froschhauser See

Riegsee ist eine Gemeinde im oberbayerischen Landkreis Garmisch-Partenkirchen. Die Gemeinde ist Mitglied der Verwaltungsgemeinschaft Seehausen am Staffelsee. Der Ort ist Teil der Tourismusregion Das Blaue Land.

## Geografie
Die Gemeinde liegt in der Region Oberland am gleichnamigen Riegsee.
Es gibt neun Gemeindeteile (in Klammern ist der Siedlungstyp angegeben):
- Aidling (Pfarrdorf)
- Guglhör (Einöde)
- Hagen (Kirchdorf)
- Höhlmühle (Einöde)
- Leibersberg (Weiler)
- Lothdorf (Weiler)
- Mühlhagen (Weiler)
- Perlach (Weiler)
- Riegsee (Kirchdorf)

## Geschichte

### Bis zur Gründung der Gemeinden
Nachweisbar haben bereits in der Bronzezeit (etwa 2000 bis 1400 v. Chr.) und in der späten Hallstattzeit (ca. 750 bis 450 v. Chr.) Menschen im heutigen Gemeindegebiet Riegsee gelebt, haben den Boden bestellt und wurden hier bestattet. Zahlreiche Hügelgräber und Grabbeigaben sind Zeugen dafür.
Die erste urkundliche Erwähnung des Ortes Riegsee geht auf das Jahr 1150 zurück. Riegsee gehörte zum Rentamt München und zum Landgericht Weilheim des Kurfürstentums Bayern. Ein bajuwarisches Reihengräberfeld am nördlichen Ortsrand aus dem frühen Mittelalter sowie Reste eines altromanischen Baues (etwa 1000 bis 1270 n. Chr.) der St. Stephan-Kirche weisen darauf hin.
Der Gemeindeteil Aidling wurde erstmals im Jahr 710 erwähnt und war bis 1716 Sitz einer Hofmark.
Im Zuge der Verwaltungsreformen im Königreich Bayern entstanden mit dem Gemeindeedikt von 1818 die Gemeinden Riegsee und Aidling, die zum Landgericht Weilheim gehörten.

### Kreiszugehörigkeit
Am 1. Juli 1972 wurden diese Gemeindegebiete dem Landkreis Garmisch-Partenkirchen zugeschlagen (vorher Weilheim in Oberbayern).

### Eingemeindungen
Am 1. Januar 1978 wurde die Gemeinde Aidling im Zuge der Gemeindegebietsreform eingegliedert.

### Einwohnerentwicklung
Zwischen 1970 und 2020 wuchs die Gemeinde von 794 auf 1205 um 409 Einwohner bzw. um 51,5 %.
- 1961: 0717 Einwohner
- 1970: 0794 Einwohner
- 1987: 1000 Einwohner
- 1991: 1089 Einwohner
- 1995: 1088 Einwohner
- 2000: 1147 Einwohner
- 2005: 1145 Einwohner
- 2010: 1155 Einwohner
- 2015: 1204 Einwohner
- 2020: 1205 Einwohner

## Politik

### Gemeinderat
Die Gemeinderatswahl 2020 erbrachte folgende Stimmenanteile und Sitzverteilung:
- Wählergemeinschaft Riegsee: 47,16 %, 6 Sitze
- Dorfgemeinschaft Aidling: 32,23 %, 4 Sitze
- Wählergemeinschaft Hagen: 20,60 %, 2 Sitze

### Bürgermeister
Erster Bürgermeister ist Jörg Steinleitner (Wählergemeinschaft).

### Wappen
| Wappen Gemeinde Riegsee | Blasonierung: „Von Silber und Blau wellenförmig geteilt; oben ein roter Hirschrumpf, unten schräg gekreuzt eine goldene Heugabel und ein goldener Abtstab.“ |
| Wappen Gemeinde Riegsee | |

## Wirtschaft und Infrastruktur

### Wirtschaft einschließlich Land- und Forstwirtschaft
Sozialversicherungspflichtig Beschäftigte am Wohnort gab es insgesamt 417 (Stand 30. Juni 2017). Im verarbeitenden Gewerbe gab es keine, im Bauhauptgewerbe fünf Betriebe. Zudem bestanden im Jahr 2016 42 landwirtschaftliche Betriebe mit einer landwirtschaftlich genutzten Fläche von 1155 Hektar. Davon waren 10 Hektar Ackerfläche und 969 Hektar Dauergrünfläche.

### Verkehr
Durch Riegsee und Aidling führt die Kreisstraße GAP 1, die sie mit den Gemeinden Murnau und dem Nachbarort Hofheim in der Gemeinde Spatzenhausen verbindet. Im ÖPNV ist der Ort mit den Buslinien 9620 und 9631 des RVOs zu erreichen. Die nächstgelegenen Bahnhöfe sind Bahnhof Murnau und der Bahnhof in Uffing am Staffelsee.
Die Gemeinde Riegsee beteiligt sich seit 20. Juli 2021 mit den Nachbargemeinden Murnau und Seehausen am omobi Ortsbus, der als digitale Mobilitätslösung im ländlichen Raum für den bedarfsgesteuerten Flächenbetrieb Fahrten bündelt (Betriebszeiten Montag bis Freitag, 6:00 bis 20:00 Uhr).

## Kultur und Sehenswürdigkeiten

### Bau- und Bodendenkmäler
Die bekanntesten der 16 Baudenkmäler in der Gemeinde Riegsee sind:
- die katholische Pfarrkirche St. Georg in Aidling, errichtet 1749
- die katholische Filialkirche St. Stephan in Riegsee, errichtet im 15. Jahrhundert und 1740 barockisiert
- die katholische Filialkirche St. Blasius in Hagen, errichtet 1734

Außerdem gibt es 19 Bodendenkmäler in der Gemeinde, darunter Grabhügel mit Bestattungen der Bronzezeit und der Hallstattzeit sowie eine Höhensiedlung der frühen und mittleren Bronzezeit, der späten Latènezeit und der römischen Kaiserzeit sowie Burgstall des hohen und späten Mittelalters ("Hagen").
Die gut ausgeschilderte 3. Etappe des Meditationswegs Ammergauer Alpen im Blauen Land führt von Murnau über Riegsee und den Riegsee entlang zum Aidlinger Höhenweg über Moränen der Würmeiszeit mit einer Höhe von bis zu 792 m zur Höhlmühle und zurück nach Aidling.

Sehenswürdigkeiten in der Gemeinde Riegsee
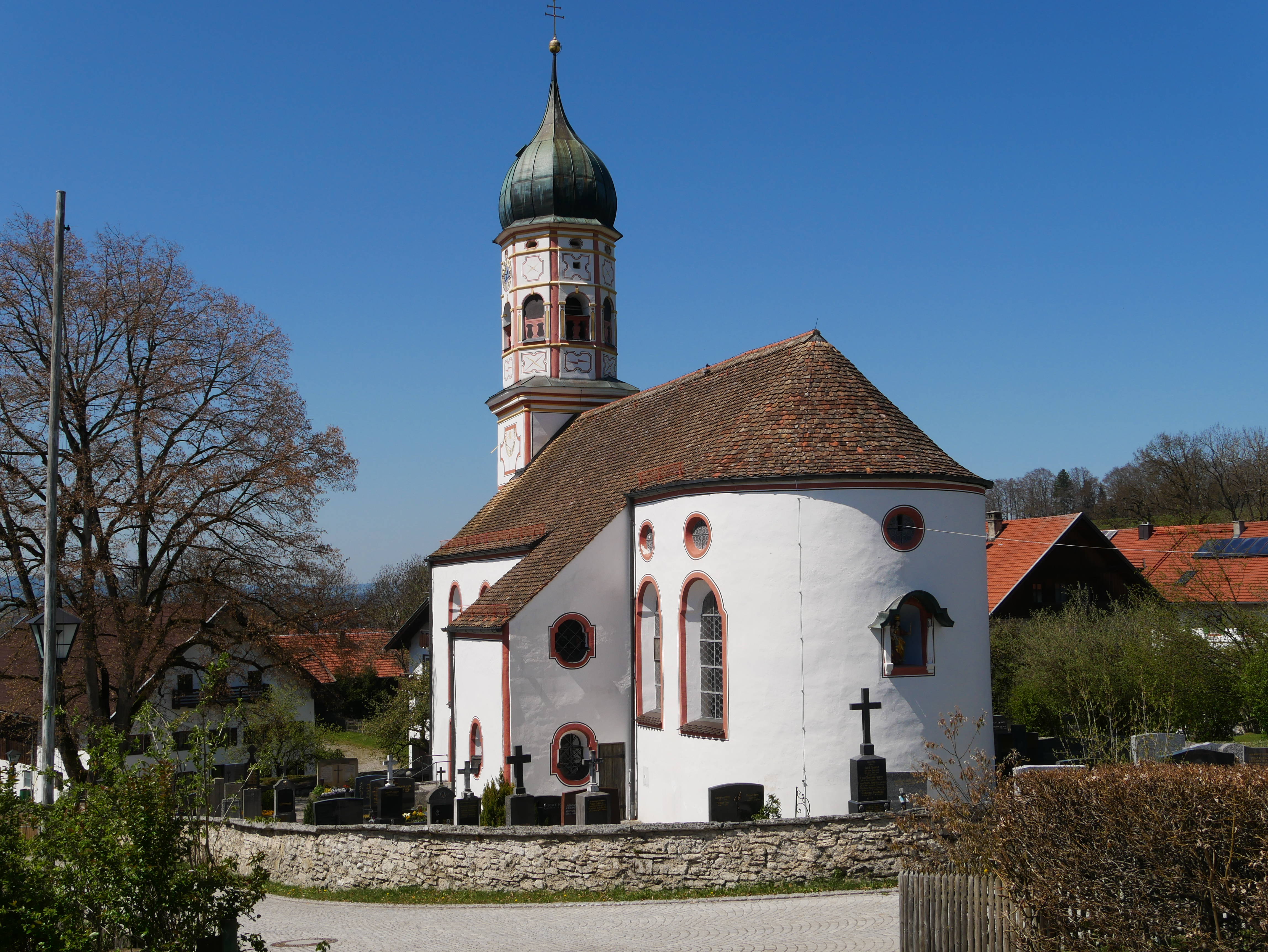
Pfarrkirche St. Georg in Aidling
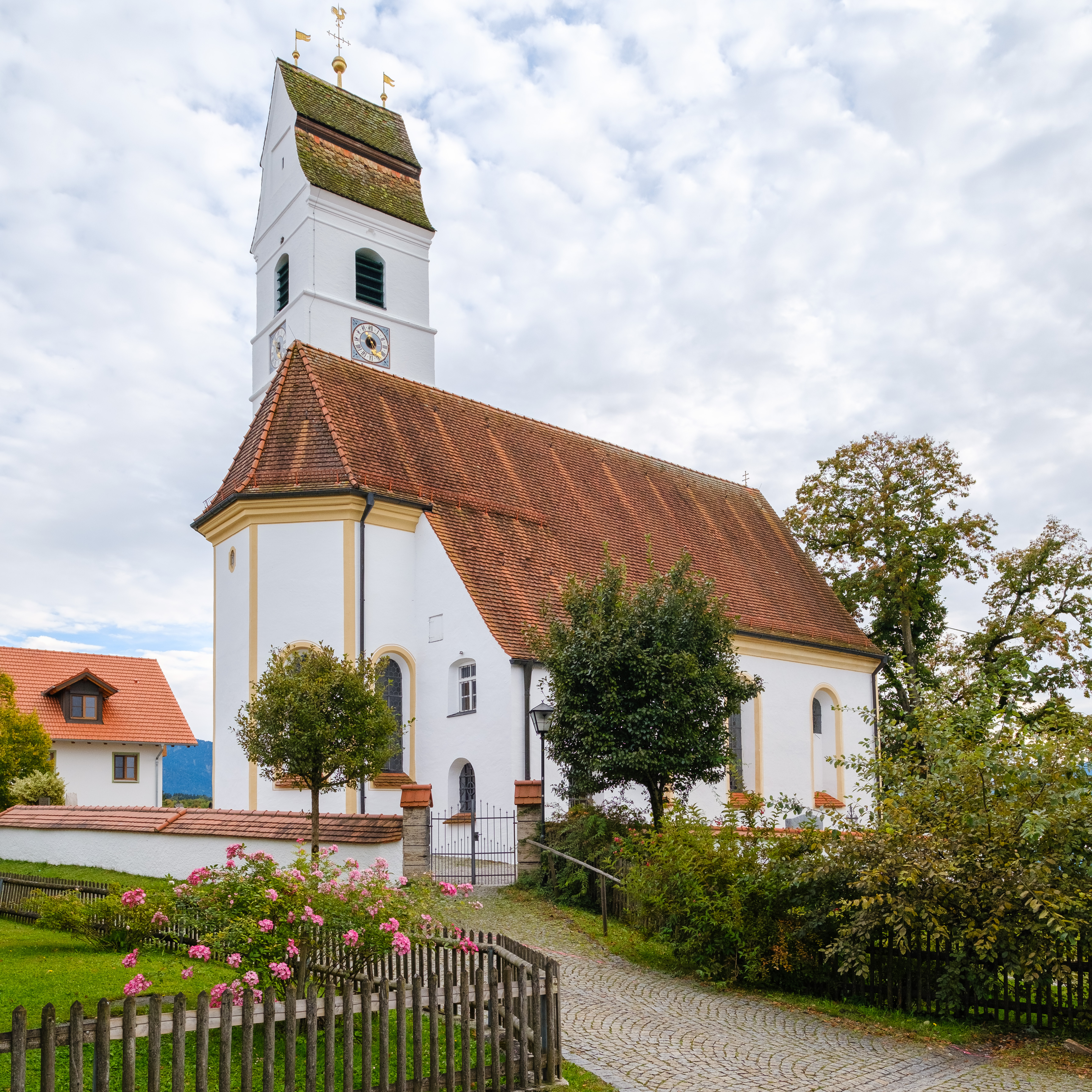
Filialkirche St. Stephan in Riegsee
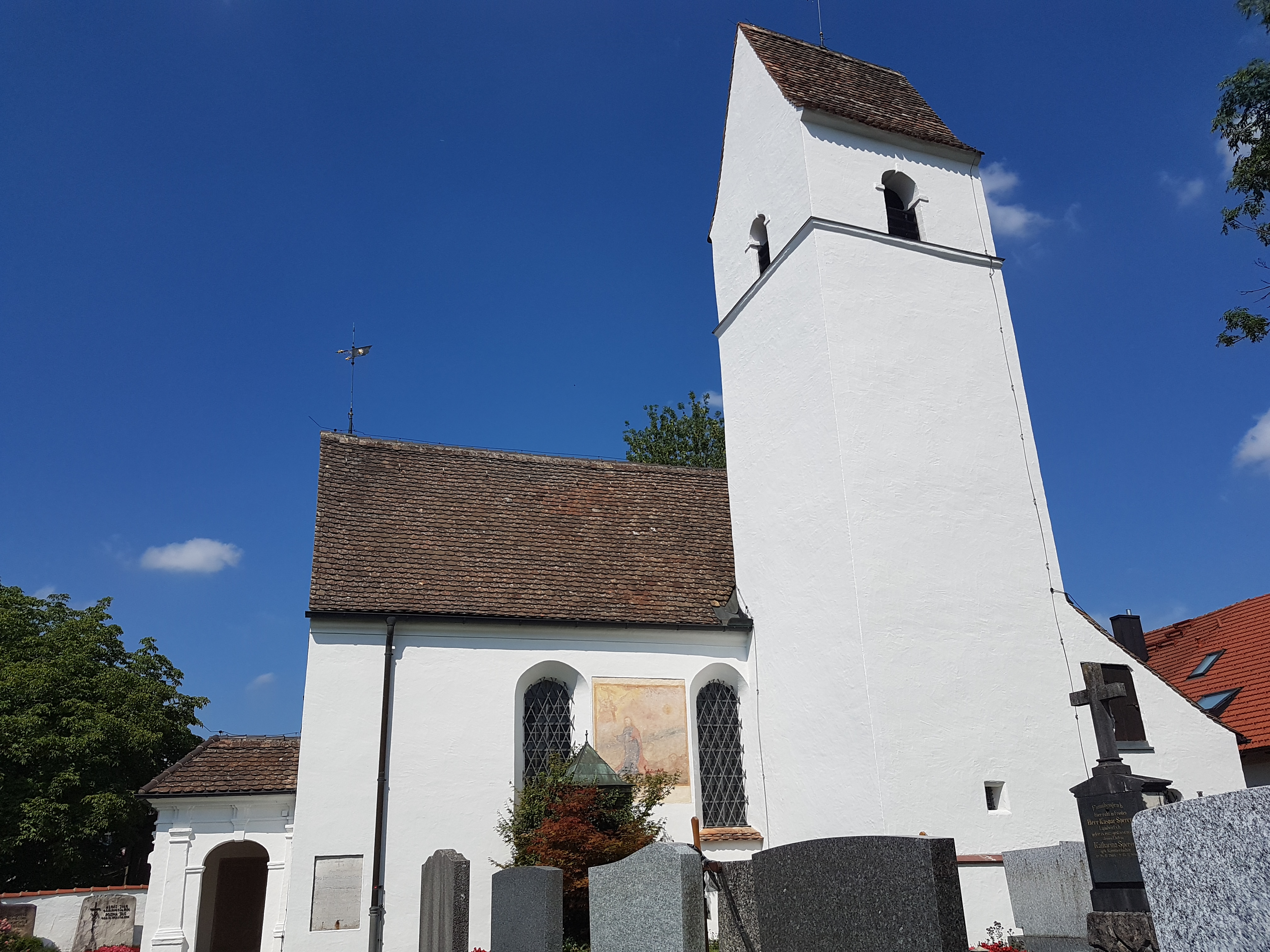
Filialkirche St. Blasius in Hagen

### Bildung
- Kindergarten mit 25 Plätzen[15]
- Die Grundschule, eine Realschule, eine Mittelschule und ein Gymnasium befinden sich im 4 km entfernten Murnau am Staffelsee.

### Sonstiges

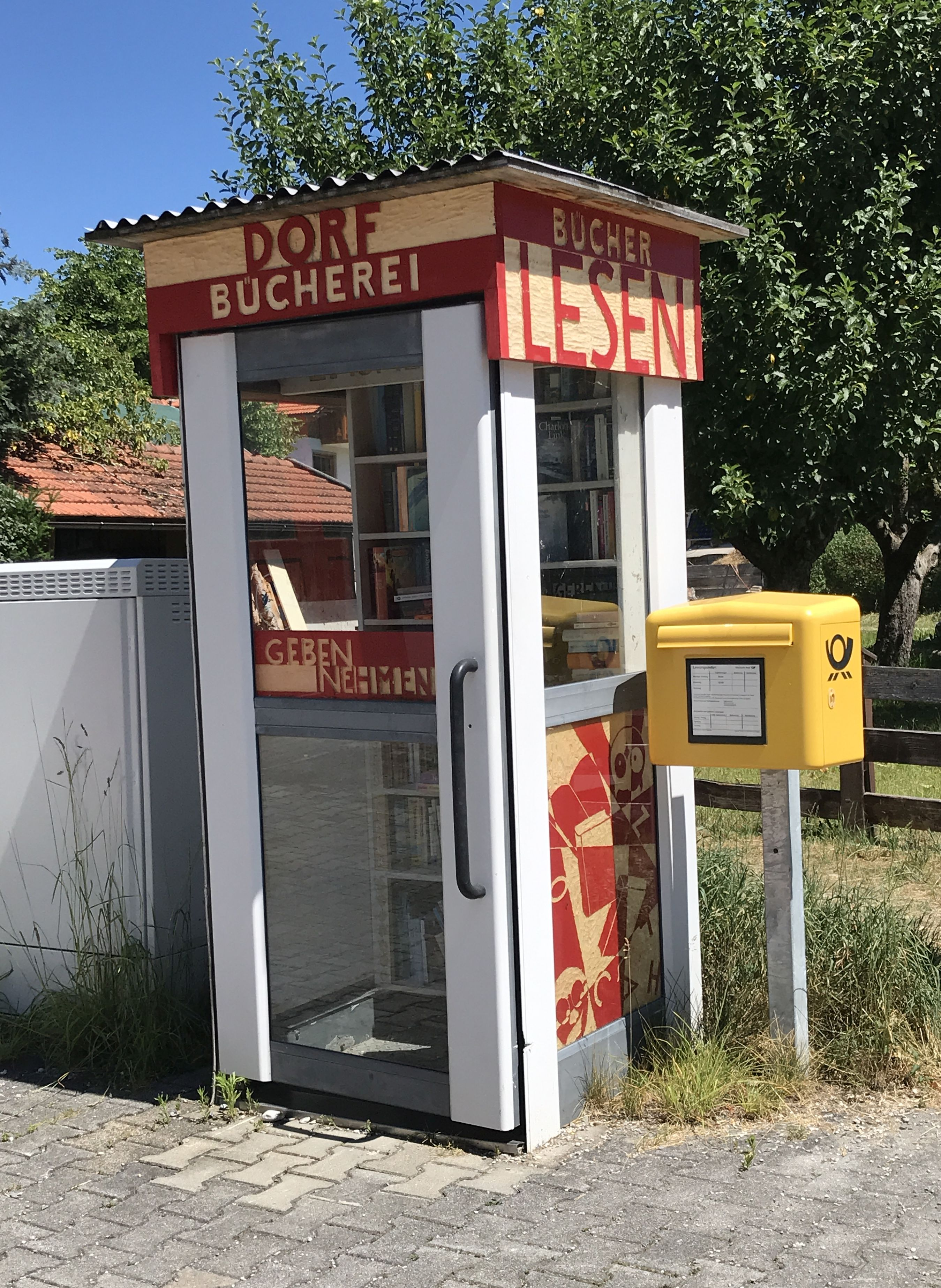
Öffentlicher Bücherschrank vor dem Gemeindeamt in Riegsee

In Riegsee gibt es seit 2016 einen öffentlichen Bücherschrank in einer umgebauten Telefonzelle vor dem Gemeindeamt.
Seit 2017 gibt es eine Mitfahrbank, die für Mitfahrgelegenheiten nach Aidling und Murnau am Staffelsee genutzt werden kann. Beide Projekte wurden im Rahmen von Ferienprogrammen durch Kinder aus der Gemeinde unter Anleitung des Schriftstellers Jörg Steinleitner und des Papierkünstlers Johannes Volkmann umgesetzt.
Der Arbeitskreis Geschichte der Gemeinde Riegsee hat bisher vier Bände der Riegseer Ortschronik veröffentlicht:
- Band 2: Leben in unseren Dörfern im Königreich Bayern – Über 100 Jahre Fortschritt in Gesellschaft, Politik und Technik
- Band 3: Der Weg in die Demokratie 1919 bis 1949
- Band 5: Das Land im „oberen Ambt“ – Fluren der Gemarkungen Aidling und Riegsee und ihre Bewirtschaftung
- Band 8: Die Aidlinger Schule – Gott zur Ehr’, den Schülern zur Lehr’[20]